# Ugolino Nicolini
Padre Ugolino Nicolini (Deruta, 1926 – Perugia, 21 luglio 1991) è stato un presbitero, religioso e medievista italiano.

## Biografia
È stato uno studioso e storico medievista.
Nato Vincenzo Nicolini, vide la luce a S. Angelo di Celle, frazione del comune di Deruta, quarto di otto fratelli, in una famiglia del contado perugino. Compì gli studi a Celleno, nei pressi di Viterbo, a Todi nel Collegio di Montesanto, fino al liceo classico a Trevi per poi frequentare il corso teologico a San Damiano e alla Porziuncola.
Vestì l'abito francescano nel 1942 e fu ordinato sacerdote nel 1950, quando decise di laurearsi all'Università Cattolica del Sacro Cuore di Milano in lettere classiche.
Entrato all'Università degli Studi di Perugia nel 1958, stesso anno dell'istituzione della Facoltà di Lettere, iniziò come assistente di storia medievale per la paleografia. Nel 1970 divenne titolare della cattedra di storia medievale, reggendola per due decenni fino al 1991, anno della morte, sopravvenuta il 21 luglio. Tra i suoi collaboratori o allievi, vi sono stati Attilio Bartoli Langeli e Giovanna Casagrande. 

## Attività di storico
L'Umbria fu al centro dei suoi interessi di studio; si possono infatti contare decine di sintesi sulla storia civile e religiosa, dal periodo comunale alle esperienze eremitiche, dalle feste paesane alla vita monastica. Da citare gli studi sulla struttura urbana di Assisi, la storia di Sangemini, oltre a quelli dedicati al suo comune, Deruta, e al suo paese natale, Sant'Angelo di Celle.
Numerosi sono i lavori dedicati al capoluogo umbro; dalla storia dei Disciplinati, alla storia della documentazione e del notariato, fino ai saggi su Monteluce e sui fraticelli di Monte Malbe.
Resse il Collegio di Monteripido, convento francescano perugino, fino alla prematura morte, divenendone la maggiore voce. I suoi studi vengono oggi consultati dagli storici interessati al medioevo umbro.

## Opere
- Scritti di storia, Napoli, Edizioni Scientifiche Italiane, 1993 (Pubblicazioni del Dipartimento di scienze storiche della Università degli Studi di Perugia, n. 1), pp. 29-36 (raccolta postuma di scritti scelti)

- Umbria e Perugia nel Medioevo e nella prima età moderna. Ugolino Nicolini, a cura di A. Bartoli Langeli et alii, Spoleto, Fondazione Centro italiano di studi sull'Alto Medioevo, 2015 (Biblioteca del Centro per il collegamento degli studi medievali e umanistici in Umbria, 34) (altra raccolta di scritti, completa)

- Reformationes comunis Perusii quae extant anni MCCLXII, Perugia, Deputazione di storia patria per l’Umbria, 1969 (Fonti per la storia dell’Umbria, n. 5)

- Chi era il “gentiluomo” perugino che ospitò Domenico alias Giacomo da Monteprandone, già in “Picenum Seraphicum”, 6 (1970), pp. 190-193, ora in IDEM, Scritti di storia,cit. pp. 385-388

- Documenti su Pietro Ispano (poi Giovanni XXI?) e Taddeo degli Alderotti nei loro rapporti con Perugia, già in Filosofia e cultura in Umbria tra Medioevo e Rinascimento, atti del IV Convegno di studi umbri (Gubbio, maggio 1966), Perugia 1967, pp. 271-284, ora in IDEM, Scritti di storia, cit., pp. 199-210

- Dottori, scolari, programmi e salari alla Università di Perugia verso la metà del sec.  XV, già in “Bollettino della Deputazione di storia patria per l’Umbria”, 58 (1961), pp. 139-159, ora in IDEM, Scritti di storia, cit. pp. 161-179

- Giovanni di Giovanni da Augusta stampatore a Perugia della Summa Philosophiae di Paolo da Venezia (25 gennaio 1477), già in “Bollettino della Deputazione di storia patria per l’Umbria”, 60 (1963), pp. 135-141, ora in IDEM, Scritti di storia, cit., pp. 181-186

- Gli statuti del Lago fonte primaria per un’enciclopedia del Trasimeno, già in Lingua, storia e vita dei laghi d’Italia, atti del I Convegno dell’Atlante Linguistico dei Laghi d’Italia [ALLI] (Lago Trasimeno, 23-25 settembre 1982), Perugia 1984, ora in IDEM, Scritti di storia, cit., pp. 37-57

- I Baglioni e la beata Colomba, estr.  da Una Santa, una città, atti del Convegno storico nel V centenario della venuta a Perugia di Colomba da Rieti (Perugia, 10-12 novembre 1989), a cura di G. Casagrande ed E. Menestò, Perugia-Firenze, Regione dell’Umbria-La Nuova Italia Editrice, 1990, pp. 75-87, ora in IDEM, Scritti di storia, cit., pp. 99-107

- I frati della penitenza a Perugia alla fine del secolo XIII, già in Il movimento dei Disciplinati nel settimo centenario del suo inizio, atti del Convegno internazionale (settembre 1960), Perugia 1962, pp. 371-379, ora in IDEM, Scritti di storia, cit., pp. 227-234

- I fraticelli di Montemalbe a Perugia nel secolo XIV, già in “Picenum Seraphicum”, 11 (1974), pp. 262-281, ora in IDEM, Scritti di storia, cit., pp. 417-434

- I Minori osservanti di Monteripido e lo scriptorium delle Clarisse di Monteluce in Perugia nei secoli XV e XVI, già in “Picenum Seraphicum”, 8 (1971), pp. 100-130, ora in IDEM, Scritti di storia, cit., pp. 389-416

- Il “libro di Dante” in due inventari perugini dell’inizio del sec. XV, già in “Annali della Facoltà di Lettere e Filosofia dell’Università degli Studi di Perugia”, 3 (1965-1966), pp. 653-668, ora in IDEM, Scritti di storia, cit., pp. 187-198

- Il periodo consolare e podestarile, già in Società e istituzioni dell’Italia comunale: l’esempio di Perugia (secoli XII-XIV), atti del Congresso storico internazionale (Perugia, 6-9 novembre 1985), Perugia, Deputazione di storia patria per l’Umbria, 1988, pp. 25-39, ora in IDEM, Scritti di storia, cot., pp. 59-72

- L’eremitismo francescano umbro nei secoli XIII-XVI, già in “Analecta TOR”, 13 (1979), pp. 425-442, ora in IDEM, Scritti di storia, cit., pp. 435-449

- La “Domus Sancti Gregorii” o “Sapienza Vecchia” di Perugia.  Nota sul periodo delle origini, estr.  da I collegi universitari in Europa tra il XIV e il XVIII secolo, atti del Convegno di studi della Commissione internazionale per la storia delle Università (Siena-Bologna, 16-19 maggio 1988), a cura di D. Maffei e H. De Ridder-Symoens, Milano, Giuffrè, 1991, pp. 47-52, ora in IDEM, Scritti di storia, cit., pp. 211-217

- La ceramica di Deruta: organizzazione economia maestri.  I documenti, già in Antiche maioliche di Deruta per un museo regionale della ceramica, catalogo della mostra (Spoleto, 26 giugno-13 luglio 1980) Firenze 1980, pp. 21-43, ora in IDEM, Scritti di storia, cit., pp. 469-491

- La Conca: le mura e gli uomini, già in Un quartiere e la sua storia: la Conca di Perugia, Perugia 1983, pp. 56-68, 239-247, ora in IDEM, Scritti di storia, cit., pp. 127-138

- La Madonna dei Bagni: il culto e la documentazione, già in Gli ex-voto in maiolica della chiesa della Madonna dei Bagni di Deruta, Firenze 1982, pp. 41-53, ora in IDEM, Scritti di storia, cit., pp. 503-519

- La stregoneria a Perugia e in Umbria nel medioevo, già in “Bollettino della Deputazione di storia patria per l’Umbria” 89 (1987), pp. 5-87, ora in IDEM, Scritti di storia, cit., pp. 73-97 (solo parte introduttiva, senza l’edizione dei testi, che invece è in S)

- La vita comune del clero a Perugia nei secoli XI e XII, già in La vita comune del clero nei secoli XI e XII, atti della Settimana di studio La Mendola (settembre 1959), Milano 1962, pp. 260-264, ora in IDEM, Scritti di storia, cit., n. 1), pp. 221-226

- Le canonizzazioni “facili” del comune di Perugia: il caso di San Bevignate, già in Templari e Ospitalieri in Italia.  La chiesa di San Bevignate a Perugia, a cura di M. Roncetti, P. Scarpellini e F. Tommasi, Milano 1987, pp. 39-45, ora in IDEM, Scritti di storia, cit., pp. 337-348

- Le magistrature locali nei comuni umbri: questioni di terminologia e di rapporti interregionali, già in Università e tutela dei beni culturali: il contributo degli studi medievali e umanistici, atti del Convegno promosso dalla Facoltà di Magistero di Arezzo dell’Università di Siena (Arezzo-Siena, gennaio 1977), a cura di I Deug-Su ed E. Menestò, Firenze 1981, ora in IDEM, Scritti di storia, cit., pp. 29-36

- Le maioliche di Deruta, Gualdo Tadino e Gubbio: stato della documentazione dei secoli XIV-XVI, già in Maioliche umbre decorate a lustro: il Rinascimento e la ripresa ottocentesca: Deruta, Gualdo Tadino, Gubbio, catalogo della mostra (Spoleto, 26 giugno-18 luglio 1982), Firenze 1982, pp. 16-24, ora in IDEM, Scritti di storia, cit. , pp. 495-502

- Le mura medievali di Perugia, in Storia e arte in Umbria nell’età comunale, atti del VI Convegno di Studi Umbri (Gubbio, 26-30 maggio 1968), Perugia, Centro di studi umbri-Casa di S. Ubaldo (Gubbio)-Facoltà di lettere e filosofia dell’Università degli Studi di Perugia, 1971, pp. 695-769

- Mura della città e mura dei borghi: la coscienza urbanistica di Perugia medievale, in F.  Roncalli di Montorio-U.  Nicolini-F. I.  Nucciarelli, Mura e torri di Perugia, Perugia 1989 [Pubblicazioni dell'Istituto italiano dei castelli, Roma, 26], pp. 49-77, ora in IDEM, Scritti di storia, Napoli, Edizioni Scientifiche Italiane, 1993 (Pubblicazioni del Dipartimento di scienze storiche della Università degli Studi di Perugia, n. 1), pp. 127-138

- Note su Gregorio VII e i suoi rapporti con le abbazie benedetine umbre, già in Aspetti dell’Umbria dall’inizio del secolo VIII alla fine del secolo XI, atti del III Convegno di studi umbri (Gubbio, maggio 1965), Perugia 1966, pp. 273-281, ora in IDEM, Scritti di storia, cit., pp. 235-242

- Nuove testimonianze su Raniero Fasani e i suoi disciplinati, già in “Bollettino della Deputazione di storia patria per l’Umbria”, 60 (1963), pp. 331-345, ora in IDEM, Scritti di storia, cit., pp. 293-305

- Perugia e l’origine dell’Osservanza francescana, già in Il rinnovamento del francescanesimo: l’Osservanza, atti dell’XI Convegno della Società internazionale di studi francescani (Assisi, 20-22 ottobre 1983), Assisi 1985, pp. 287-299, ora in IDEM, Scritti di storia, cit., pp. 451-458

- Pievi e parrocchie in Umbria nei secoli XIII-XV, già in Pievi e parrocchie in Italia nel Basso Medioevo (sec. XIII-XV), atti del VI Convegno di storia della Chiesa in Italia (Firenze, 21-25 settembre 1981), Roma 1984, pp. 865-892, ora in IDEM, Scritti di storia, cit., pp. 257-278

- Ricerche sulla sede di fra Raniero Fasani fuori Porta Sole a Perugia, già in “Bollettino della Deputazione di storia patria per l’Umbria”, 63 (1966), pp. 189-204, ora in IDEM, Scritti di storia, cit., pp. 307-319

- San Giovanni da capestrano studente e giudice a Perugia (1411-1414), già in “Archivium franciscanum historicum”, 53 (1960), pp. 39-77, ora in IDEM, Scritti di storia, cit., pp. 351-383

- Un “consilium” inedito di Guido da Suzzara e la lotta politica a Perugia al tempo di Corradino, in “Annali di storia del diritto”, VIII (1964), pp. 349-355, ora in IDEM, Scritti di storia, cit., pp. 3-9

- Una cattedrale per un popolo, già in Una città e la sua cattedrale: il duomo di Perugia, atti del Convegno di studio (Perugia, 26-29 settembre 1988), a cura di M. L. Cianini Pierotti, Perugia 1992, pp. 211-225, ora in IDEM, Scritti di storia, cit., pp. 279-290